# Belgrade Open 2024
Belgrade Open 2024 byl tenisový turnaj na mužském profesionálním okruhu ATP Tour, hraný v Belgrade Aréně. Druhý ročník Belgrade Open probíhal mezi 3. a 9. listopadem 2024 v srbské metropoli Bělehradu na dvorcích s tvrdým povrchem. Srbská událost v srpnu 2024 nahradila původně plánovaný Gijón Open. Španělští organizátoři se však pořadatelství vzdali kvůli nepředvídaným logistickým důvodům.
Turnaj dotovaný 829 365 eury patřil do kategorie ATP Tour 250. Nejvýše nasazeným singlistou se – po odhlášení dvou výše postavených – stal dvacátý devátý tenista světa Francisco Cerúndolo z Argentiny, který skončil ve čtvrtfinále. Jako poslední přímý účastník do dvouhry nastoupil italský 81. hráč žebříčku Fabio Fognini. V důsledku invaze Ruska na Ukrajinu na konci února 2022 řídící organizace tenisu ATP, WTA a ITF s grandslamy rozhodly, že ruští a běloruští tenisté mohli dále na okruzích startovat, ale do odvolání nikoli pod vlajkami Ruska a Běloruska.
Druhý singlový titul na okruhu ATP Tour vybojoval 25letý kanadský kvalifikant Denis Shapovalov, který přerušil sérii pěti finálových porážek. Čtyřhru ovládli Brit Jamie Murray s Australanem Johnem Peersem. Odvezli si tak osmou společnou trofej a druhou sezónní po říjnovém triumfu na Swiss Indoors.

## Rozdělení bodů a finančních odměn

### Rozdělení bodů
| Soutěž  | Soutěž      | vítězové | finalisté | semifinalisté | čtvrtfinalisté | 16 v kole | 28 v kole | Q  | Q2 | Q1 |
| ------- | ----------- | -------- | --------- | ------------- | -------------- | --------- | --------- | -- | -- | -- |
| dvouhra | [ 5 ] [ 9 ] | 250      | 165       | 100           | 50             | 25        | 0         | 13 | 7  | 0  |
| čtyřhra | [ 10 ]      | 250      | 150       | 90            | 45             | 0         | —         | —  | —  | —  |

Vysvětlivky
1. ↑  Nasazení s volným losem do druhého kola neobdrželi v případě prohry žádné body.'"`UNIQ--ref-00000023-QINU`"'

### Finanční odměny
| Soutěž                                | Soutěž      | vítězové  | finalisté | semifinalisté | čtvrtfinalisté | 16 v kole | 28 v kole | Q2      | Q1      |
| ------------------------------------- | ----------- | --------- | --------- | ------------- | -------------- | --------- | --------- | ------- | ------- |
| dvouhra                               | [ 5 ] [ 9 ] | 114 055 € | 66 555 €  | 39 120 €      | 22 670 €       | 13 165 €  | 8 040 €   | 4 025 € | 2 195 € |
| čtyřhra                               | [ 10 ]      | 39 630 €  | 21 210 €  | 12 430 €      | 6 940 €        | 4 100 €   | —         | —       | —       |
| částky ve čtyřhře jsou uvedeny na pár |             |           |           |               |                |           |           |         |         |

## Dvouhra

### Nasazení
| Stát                          | Hráč                    | ATP | Nasazení |
| ----------------------------- | ----------------------- | --- | -------- |
| Austrálie                     | Alex de Minaur          | 10. | 1.       |
| USA                           | Tommy Paul              | 12. | 2.       |
| Argentina                     | Francisco Cerúndolo     | 29. | 3.       |
| Česko                         | Jiří Lehečka            | 30. | 4.       |
| Portugalsko                   | Nuno Borges             | 34. | 5.       |
| USA                           | Brandon Nakashima       | 35. | 6.       |
| Argentina                     | Tomás Martín Etcheverry | 40. | 7.       |
| Itálie                        | Luciano Darderi         | 43. | 8.       |
| Argentina                     | Mariano Navone          | 45. | 9.       |
| Žebříček ATP k 28. říjnu 2024 |                         |     |          |

### Jiné formy účasti na turnaji
Následující hráči obdrželi divokou kartu:
- Laslo Djere
- Hamad Medjedović
- Stan Wawrinka

Následující hráč nastoupil pod žebříčkovou ochranou:
- Marin Čilić

Následující hráči postoupili z kvalifikace:
- Branko Djurić
- Márton Fucsovics
- Lukáš Klein
- Denis Shapovalov

Následující hráči postoupili z kvalifikace jako šťastný poražený:
- Duje Ajduković

### Odhlášení
před začátkem turnaje
- Sebastián Báez → nahradil jej  Miomir Kecmanović
- Flavio Cobolli → nahradil jej  Aleksandar Kovacevic
- Alex de Minaur → nahradil jej  Duje Ajduković
- Tallon Griekspoor → nahradil jej  Dušan Lajović
- Tomáš Macháč → nahradil jej Pavel Kotov
- Lorenzo Musetti → nahradil jej  Šang Ťün-čcheng
- Tommy Paul → nahradil jej  Daniel Altmaier
- Alejandro Tabilo → nahradil jej  Alexandre Müller
- Frances Tiafoe → nahradil jej  James Duckworth

## Čtyřhra

### Nasazení
| Stát                                                                      | Hráč          | Stát      | Hráč             | ATP | Nasazení |
| ------------------------------------------------------------------------- | ------------- | --------- | ---------------- | --- | -------- |
| Spojené království                                                        | Jamie Murray  | Austrálie | John Peers       | 70. | 1.       |
| Francie                                                                   | Sadio Doumbia | Francie   | Fabien Reboul    | 71. | 2.       |
| Uruguay                                                                   | Ariel Behar   | USA       | Robert Galloway  | 82. | 3.       |
| Chorvatsko                                                                | Ivan Dodig    | Tunisko   | Skander Mansouri | 86. | 4.       |
| Žebříček ATP k 28. říjnu 2024; číslo je součtem postavení obou členů páru |               |           |                  |     |          |

### Jiné formy účasti
Následující páry obdržely divokou kartu:
- Branko Djurić /  Marko Maksimović
- Miomir Kecmanović /  Hamad Medjedović

### Odhlášení
před začátkem turnaje
- Harri Heliövaara /  Henry Patten → nahradili je  Gonzalo Escobar /  Diego Hidalgo
- Miomir Kecmanović /  Hamad Medjedović → nahradili je  Tomás Martín Etcheverry /  Thiago Agustín Tirante
- Wesley Koolhof /  Nikola Mektić → nahradili je  Petr Nouza /  Patrik Rikl
- Nathaniel Lammons /  Jackson Withrow → nahradili je  Jonathan Eysseric /  Alexandre Müller
- Max Purcell /  Jordan Thompson → nahradili je  Ivan Sabanov /  Matej Sabanov

## Přehled finále

### Mužská dvouhra
- Denis Shapovalov vs.   Hamad Medjedović, 6–4, 6–4

### Mužská čtyřhra
- Jamie Murray /  John Peers vs.  Ivan Dodig /  Skander Mansouri, 3–6, 7–6(7–5), [11–9]